# Musa Sinan Yılmazer
Musa Sinan Yılmazer (* 31. Januar 1987 in Adapazarı) ist ein türkischer Fußballspieler.

## Karriere
Yılmazer gab sein Süper-Lig-Debüt für Sakaryaspor am 28. Januar 2007 gegen Konyaspor. Es war sein erstes und einziges Spiel für Sakaryaspor. Vor Beginn der Saison 2007/08 wechselte er zu Sarıyer GK und spielte dort ebenfalls eine Spielzeit. Er kehrte zur Saison 2008/09 zurück in die Süper Lig und unterschrieb bei Denizlispor. Während der drei Jahre bei Denizlispor wurde er für die Saison 2009/10 an Altay Izmir verliehen. Im Januar 2011 ging Yılmazer zu Akhisar Belediyespor. Für Akhisar Belediyespor kam er auf 27 Spiele und erzielte zwei Tore. Es folgte eine halbe Saison bei Bandırmaspor. Ab der Saison 2012/13 spielte Yılmazer für Samsunspor. Hier avancierte er besonders in der Saison 2013/14 zu einem der Leistungsträger seiner Mannschaft und war mit neun Ligatoren hinter seinem Teamkollegen Eldin Adilović der erfolgreichste Torschütze seiner Mannschaft. Durch diese Leistung verpflichtete ihn im Sommer 2014 der Erstligist Sivasspor. Für die Saison 0215/16 lieh ihn sein Verein Sivasspor an den Zweitligisten Yeni Malatyaspor aus und für die Rückrunde der gleichen Saison an Kayseri Erciyesspor. In der Winterpause 2016/17 wechselte er zum Zweitligisten Boluspor, blieb hier nur bis zum Saisonende und ging im Sommer 2017 zum Drittligisten Gümüşhanespor. Es folgten weitere, meist kurze Gastspiele bei Manisa FK, Kahramanmaraşspor, erneut Gümüşhanespor und seit Oktober 2021 steht er beim Fünftligisten İzmirspor unter Vertrag.